# Азербайджанська Радянська Соціалістична Республіка
Азербайджанська Радянська Соціалістична Республіка (АзРСР) — одна з республік Радянського Союзу. Проіснувала з 28 квітня 1920 року по 30 серпня 1991 року. Зараз це країна Азербайджан.

## Загальні відомості
Азербайджанська РСР утворена 28 квітня 1920. Була розташована на півдні СРСР, у східній частині Закавказзя, на сході омивалася Каспійським морем, на півдні межувала з Іраном і Туреччиною. Азербайджану належало ряд островів на схід і південь від Апшеронського півострова. До складу входили Нахічеванська АРСР і Нагірно-Карабаська автономна область. Азербайджанська РСР мала площу 87 тисяч км², поділялася на 68 районів, мала 40 міст і 94 селища міського типу, населення в 1959 році становило 3,7 мільйони, а в останні роки існування понад 7 мільйонів. Столицею республіки було місто Баку населення якого в останні роки становило близько 2 мільйонів жителів.

## Державний устрій
Азербайджанська РСР була типовою радянською республікою. Найвищим органом державної влади республіки була її Верховна Рада, а в період між сесіями — Президія Верховної Ради Азербайджану. Найвищий розпорядчим і виконавчим орган державної влади була Рада Міністрів республіки. Місцевими органами державної влади в автономних областях, районах, містах, селищах і селах були відповідні Ради депутатів. Правосуддя в Азербайджані здійснювалося Верховним судом Азербайджану, Верховним судом Нахічеванської АРСР, судом Нагірно-Карабаської автономної області і районними (міськими) народними судами. Вищий нагляд за точним виконанням законів на території республіки здійснювався як Генеральним прокурором СРСР безпосередньо, так і через прокурора Азербайджану.

## Населення
Основне населення Азербайджанської РСР — азербайджанці; проживають також росіяни, вірмени, грузини, українці та інші. Найзаселеніші були Апшеронський півострів, особливо район Баку, і Куро-Араксинська низовина. Найбільші міста: Баку, Кіровабад, Сумгаїт, Нуха, Мінгечаур, Ленкорань, Нахічевань, Степанакерт(Ханкенді).

## Історія
13 листопада 1917 в Баку була проголошена Радянська влада. 25 квітня 1918 було утворено Бакинську Раду Народних Комісарів, яка здійснила націоналізацію нафтової промисловості, банків, каспійського торг, флоту, видала декрет про конфіскацію земель беків і ханів. У серпні 1918 англійські війська окупували Баку. Потім увесь Азербайджан захопили німецько-турецькі, а згодом знову англійські війська. 1920 року радянську владу було відновлено і утворено Азербайджанську РСР. У травні 1921 на І з'їзді Рад Азербайджану була прийнята перша Конституція Азербайджанської РСР. 1922 Азербайджанська РСР ввійшла до складу Закавказької Федерації і через неї до Союзу РСР, а 5 грудня 1936 стала союзною республікою. Нова Конституція Азербайджанської РСР затверджена VIII Всеазербайджанським з'їздом Рад 14 березня 1937.

## Економіка
Економіка Азербайджанської РСР характеризувалася високим рівнем розвитку промисловості (90 % продукції народного господарства республіки) і різностороннім сільським господарством. Азербайджанська РСР була один з важливих нафтових і бавовницьких районів Радянського Союзу. Важливе значення мала і як район з виробництва нафтопродуктів, добування газу і залізної руди, виробів з алюмінію, шовкових і шерстяних тканин, тютюну, чаю, плодів, вин, ікри.
Територія Азербайджанської РСР становила один економічний адміністративний район, раднаргосп якого керував більшою частиною промисловості. За радянської влади в Азербайджанська РСР було проведено велике капітальне будівництво. Поряд з промисловим набуло великого розвитку і житлове будівництво, особливо в післявоєнний період. Головна галузь — нафтова. Крім Апшеронського півострова, видобування нафти проводилося в Куро-Араксинській долині і, особливо, на морських площах.

## Сільське господарство
Азербайджанська РСР спеціалізувалася на виробництві бавовни, пшениці, продукції садівництва, виноградарства, тваринництва (м'ясо, молоко, вовна) і шовківництва. Азербайджанська РСР була значним районом виноградарства і виноробства. Основні масиви виноградарства і садівництва в районі Кіровабада, Шамхора, Шемахи, на Апшеронському півострові і в Нагірно-Карабаській автономній області. Цитрусові, чай, хурму та інше культивували у Ленкоранській низовині. В землеробстві Азербайджанська РСР важливе значення мало поливне господарство. Зрошувалося 2/3 оброблюваних земель. Для цього були збудовані Мінгечаурське водоймище на Курі, зрошувальні канали імені Орджонікідзе, Московський, Верхньо-Карабаський, Самур-Дівічинський та інші. Важливою галуззю сільського господарства Азербайджанська РСР було тваринництво.

## Виноски
1. 1 2  Демоскоп Weekly (еженедельная демографическая газета. Электронная версия): Всесоюзная перепись населения 1989 г. Численность населения союзных республик СССР и их территориальных единиц по полу // Источник: Всесоюзная перепись населения 1989 года. ТОМ 1. Часть 1. Таблица 3. Численность наличного населения союзных и автономных республик, автономных областей и округов, краев, областей, районов, городских поселений и сел-райцентров.